# 리 애이커

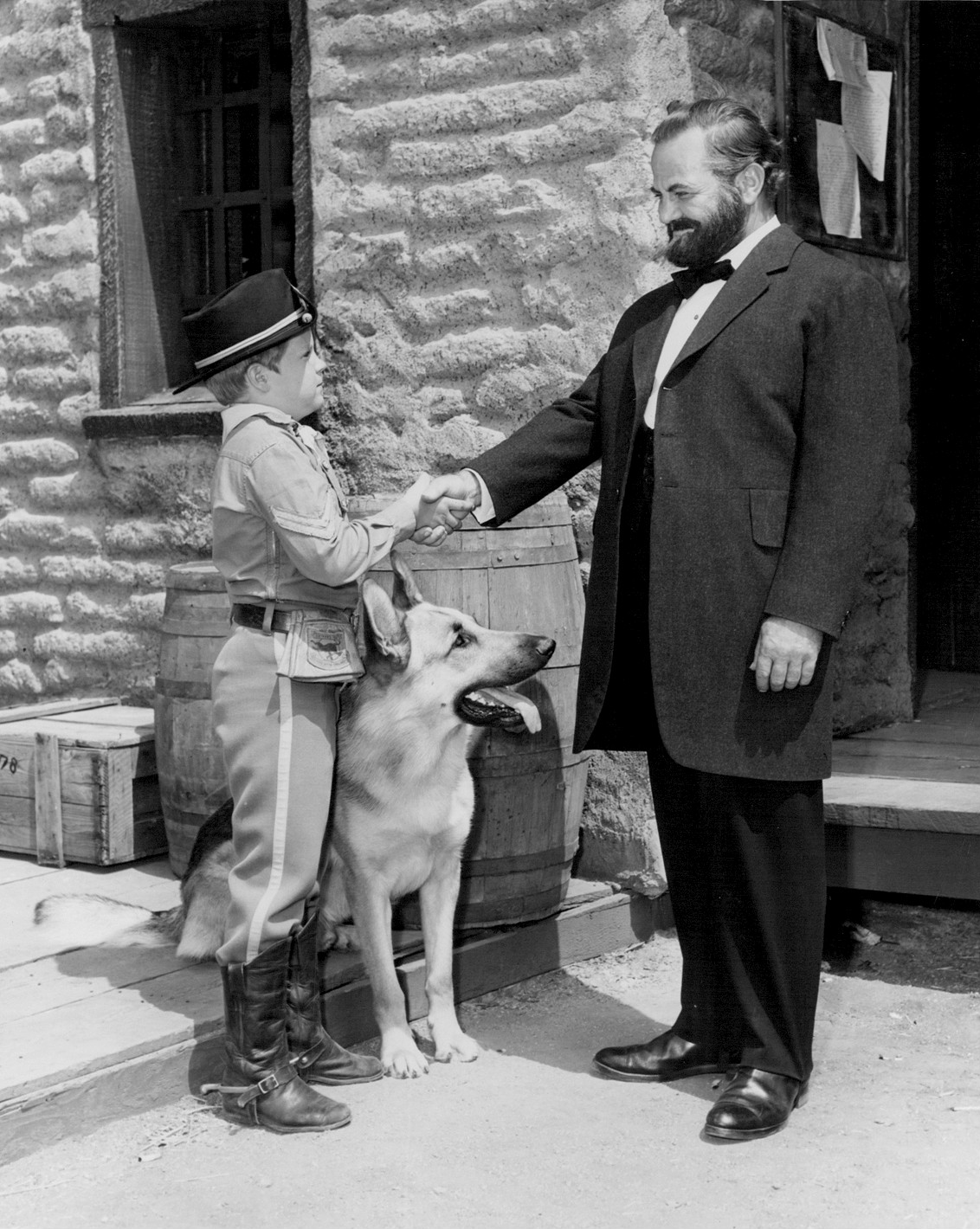

리 애이커(Lee Aaker, 1943년 9월 25일 ~ )는 미국의 영화배우, 영화 프로듀서, 배우, 텔레비전 배우이다.
로스앤젤레스에서 태어났다.

## 방송
- 용감한 린티

## 영화
- 실물보다 큰 (1956년)
- 디즈니랜드 (1954년) - 척 테일러 역
- 용감한 린티 (1954년)
- 어리너 (1953년)
- 혼도 (1953년)
- 아토믹 시티 (1952년)
- 나의 아들 존 (1952년)
- 오 헨리 단편집 (1952년)
- 하이 눈 (1952년)
- 벤지 (1951년)